# Випробування на твердість за Кнупом

Кути індентера для випробування на твердість за Кнупом.

Випробування на твердість за Кнупом (англ. knoop hardness test) — метод визначення механічної твердості, що застосовується для дуже крихких або тонких матеріалів, зокрема, скла та кераміки, коли для визначення твердості можна зробити лише невелике заглиблення. Метод був розроблений Фредеріком Кнупом  та його колегами з Національного бюро стандартів (нині - NIST ) Сполучених Штатів  Америки у 1939 році . Нагадує випробування на твердість за Віккерсом, однак замість алмазного пірамідального наконечника (індентера) використовується ромбоедричний.

Порівняння шкал Мооса та Кнупа.

## Метод випробування
Індентер втискується у відполіровану попередньо поверхню досліджуваного матеріалу з відомим (часто 100 г) навантаженням протягом певного часу. Твердість за Кнупом {\displaystyle HK} пропорційна відношенню навантаження до площі проєкції основи відбитка ідентера, що має вигляд ромбічної основи піраміди і у вершині однакові з ідентером кути.
{\textstyle HK=0,102\cdot {\tfrac {F}{c\cdot d^{2}}}=1,451\cdot {\tfrac {F}{d^{2}}}},
де {\displaystyle F} - навантаження, Н;
{\displaystyle d} - довжина довгої діагоналі, мм;
{\displaystyle c={\tfrac {\tan {\tfrac {130^{0}}{2}}}{\tan {\tfrac {172,5^{0}}{2}}}}=0,07028} - стала ідентера, що встановлює зв'язок між площею відбитку та квадратом довжини довгої діагоналі;
0,102=1/9,80665 - перевідний коефіцієнт кілограм-сил в ньютони.
| Матеріал       | HK   |
| -------------- | ---- |
| Дентин         | 68   |
| Золота фольга  | 69   |
| Зубна емаль    | 343  |
| кварц          | 820  |
| Карбід кремнію | 2480 |
| Діамант        | 7000 |

## Подання результату випробування
Оскільки формально розмірність HK рівна розмірності тиску, твердість за Кнупом іноді зазначають через одиницю системи SI паскаль. В той же час слід пам'ятати, що формула для визначення НК - це не фізичне рівняння, а лише емпірична залежність.
Шкала твердості за Кнупом, як і інші шкали для вимірювання твердості, належить до неметричних порядкових шкал, тобто не має одиниці вимірювання. Символ НК при зазначенні твердості матеріалу слід сприймати як символ твердості за Кнупом, а не як позначення одиниці вимірювання. При зазначенні твердості вказується також значення навантаження (в кгс) та тривалість витримки під навантаженням в секундах. Наприклад,  в записі 840 НК 0,1 /20  число 840 є значенням твердості за Кнупом, НК - символ твердості за Кнупом, 0,1 - навантаження в кгс, за якого визначалася твердість, 20 - тривалість навантаження в с. Тривалість прикладання навантаження не зазначається, якщо вона лежить в межах 10 -15 с.